# Tadasuni
Tadasuni (sardisk: Tadasùne) er en by og en kommune (comune) i provinsen Oristano i regionen Sardinien i Italien. Byen ligger i 180 meters højde og har 152 indbyggere (2016). Kommunen har et areal på 5,09 km² og grænser til kommunerne Ardauli, Boroneddu, Ghilarza og Sorradile.